# Ponte de Pedra
A Ponte de Pedra, também chamada de "Ponte dos Açores", é um monumento histórico da cidade de Porto Alegre. Está situada no chamado Largo dos Açorianos, que abriga também outro conhecido monumento da cidade, o Monumento aos Açorianos. 

## História

### Construção
A ponte de pedra substituiu uma primitiva ponte de madeira erguida quase no mesmo local por volta de 1825. Várias vezes reconstruída em razão dos estragos causados pelas enchentes e pela deterioração natural da madeira, foi fechada ao trânsito em março de 1848, altura em que já estavam quase finalizadas as obras para uma nova ponte, mandada edificar já em 1843, antes do fim da turbulenta Guerra dos Farrapos, pelo Duque de Caxias, então presidente da província.
A nova obra deveria ser mais durável e, por isso, foi construída de alvenaria de pedra. O construtor designado foi João Batista Soares da Silveira e Sousa, que utilizou escravos como mão de obra, num custo de 980 contos. A obra foi aberta ao público em 1848, ainda inacabada, e só foi concluída em 1854. A ponte cruzava um dos braços do arroio Dilúvio, que se bifurcava onde hoje está o Colégio Estadual Protásio Alves, e representava a única ligação entre o Arraial da Baronesa e o Centro Histórico de Porto Alegre.
A Ponte de Pedra já foi pintada pelo artista Luís Maristany de Trias (1885-1964), e a tela a óleo, sem data, se encontra exposta no Museu de Arte do Rio Grande do Sul (MARGS).

### Canalização do Dilúvio

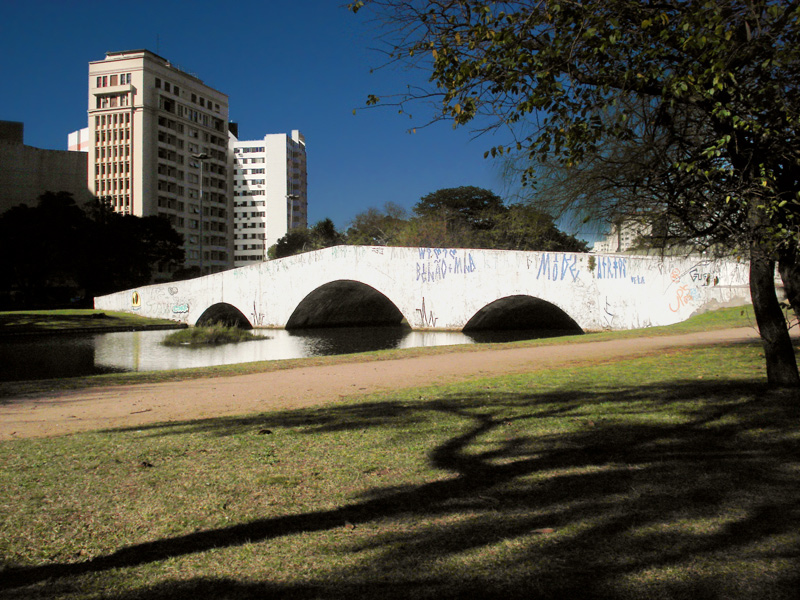
Aspecto da Ponte de Pedra em 2008.

Em 1937, o curso do arroio Dilúvio começou a ser retificado, com seu ponto de deságue deslocado, e a ponte perdeu a sua função original, mas sobreviveu como memória daqueles tempos. Transformada em monumento urbano e testemunha do passado, o monumento de pedra foi tombado pelo município em 1979 e ganhou um espelho d'água sob os seus três pilares em arco. Apesar disso, o nível da água foi estabelecido bastante alto, acima dos seus pilares que usualmente ficavam à vista, de modo que a ponte ficou com o aspecto de estar sob uma condição de enchente. Outro problema da Ponte de Pedra foram as constantes ações de vandalismo.

### Revitalização
Com o passar dos anos o Largo dos Açorianos se degradou e o lago encheu de lixo. Em 2015 o lago foi esvaziado e iniciaram trabalhos de restauro da ponte e de reforma e revitalização do espaço do entorno. Após a limpeza da bacia o lago foi enchido mas a linha d'água foi mantida baixa, de modo a expor parte dos pilares da ponte, recuperando o aspecto primitivo da construção em relação ao antigo percurso do arroio Dilúvio. Em 2019 o Largo foi entregue revitalizado à população.